# Neotroponiscus daguerrii
Neotroponiscus daguerrii là một loài chân đều trong họ Bathytropidae. Loài này được Giambiagi de Calabrese miêu tả khoa học năm 1939.